# Aluminiumdiborid
Aluminiumdiborid ist eine anorganische chemische Verbindung des Aluminiums aus der Gruppe der Boride.

## Gewinnung und Darstellung
Aluminiumdiborid kann durch Reaktion von Aluminium mit Bor im Vakuum bei 800 °C gewonnen werden.
{\displaystyle \mathrm {Al+2\ B\longrightarrow AlB_{2}} }

## Eigenschaften
Aluminiumdiborid ist ein dunkler Feststoff, der auch in Form glänzender hexagonaler Plättchen vorliegen kann. Sein Reaktionsverhalten ist sehr von der Teilchengröße abhängig. Er zerfällt bei Temperaturen über 975 °C in Aluminium und Aluminiumdodecaborid AlB12. Er besitzt eine hexagonale Kristallstruktur (a = 3,009 Å, c = 3,262 Å) mit der Raumgruppe P6/mmm (Raumgruppen-Nr. 191) und bildet Mischkristalle mit den im gleichen Gitter kristallisierenden Magnesiumdiborid und Mangandiborid.